# Homoserin dehidrogenaza
Homoserin dehidrogenaza (EC 1.1.1.3, homoserinska dehidrogenaza, HSDH, HSD) je enzim sa sistematskim imenom L-homoserin:NAD(P)+ oksidoreduktaza. Ovaj enzim katalizuje sledeću hemijsku reakciju
-homoserin + NAD(P)+ {\displaystyle \rightleftharpoons } L-aspartat 4-semialdehid + NAD(P)H + H+
Enzim kvasca deluje najbrže sa NAD+, dok enzim iz neurospora koristi NADP+. Enzim iz Escherichia coli je multi-funkcionalni protein, koji takođe katalizuje reakciju aspartat kinaze (EC 2.7.2.4).

## Literatura
- Nicholas C. Price; Lewis Stevens (1999). Fundamentals of Enzymology: The Cell and Molecular Biology of Catalytic Proteins (Third изд.). USA: Oxford University Press. ISBN 019850229X.
- Eric J. Toone (2006). Advances in Enzymology and Related Areas of Molecular Biology, Protein Evolution (Volume 75 изд.). Wiley-Interscience. ISBN 0471205036.
- Branden C; Tooze J. Introduction to Protein Structure. New York, NY: Garland Publishing. ISBN 0-8153-2305-0.
- Irwin H. Segel. Enzyme Kinetics: Behavior and Analysis of Rapid Equilibrium and Steady-State Enzyme Systems (Book 44 изд.). Wiley Classics Library. ISBN 0471303097.

## Spoljašnje veze
- Homoserine+dehydrogenase на 